# Geranylprimverosid
Geranylprimverosid ist ein natürlich vorkommendes Glycosid aus β-D-Primverose und Geraniol.

## Vorkommen
Geranylprimverosid ist neben Benzylprimverosid, Phenethylprimverosid, Linalylprimverosid und (Z)-3-Hexenolprimverosid Bestandteil des Aromas von Tee. Daneben kommt es auch in Pomelo, Trauben, sowie der Süßen Duftblüte (Osmanthum fragrans) und dem Holunderblättrigen Schaublatt (Gattung Rodgersia) vor.

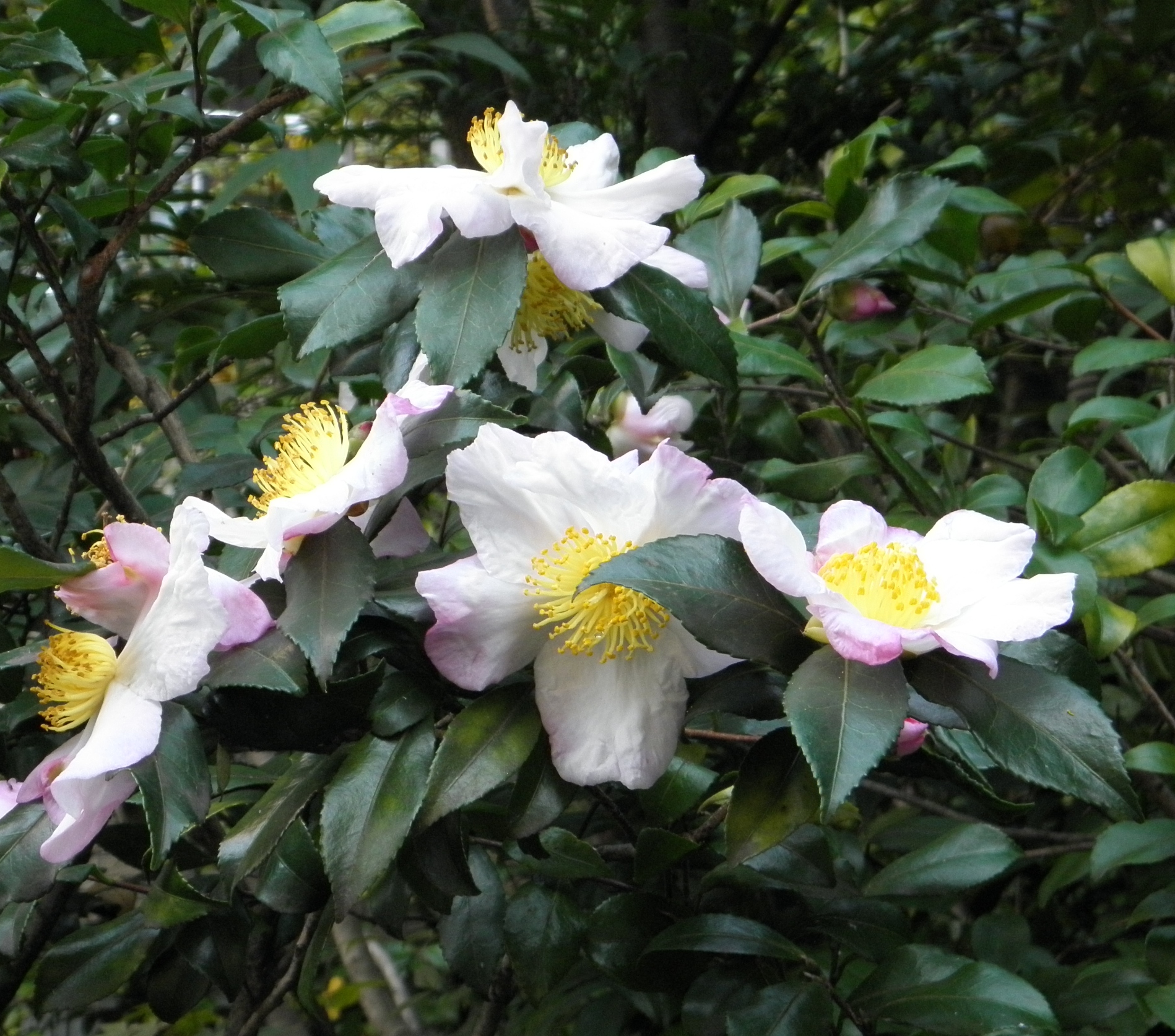
Teepflanze
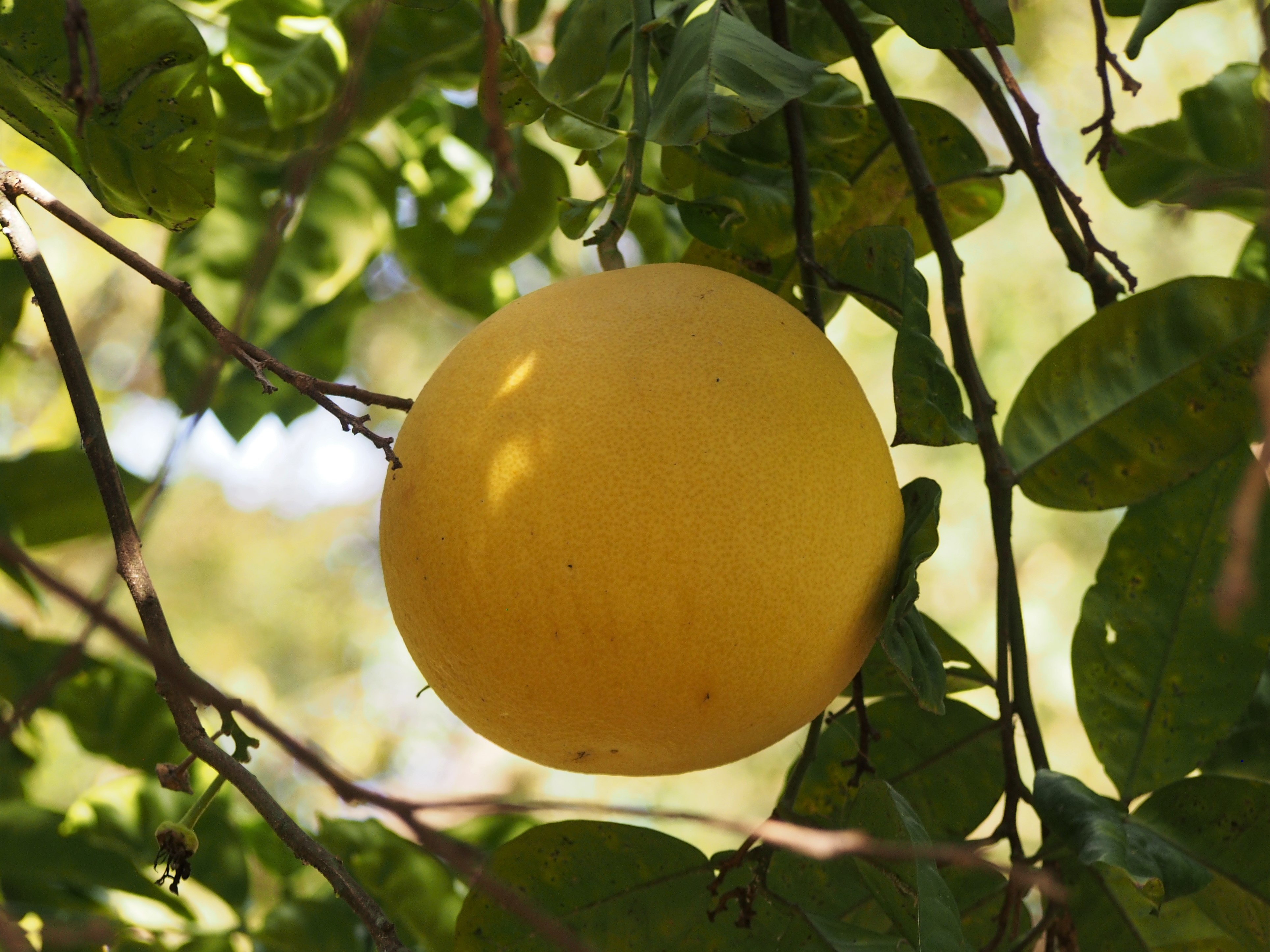
Pomelo
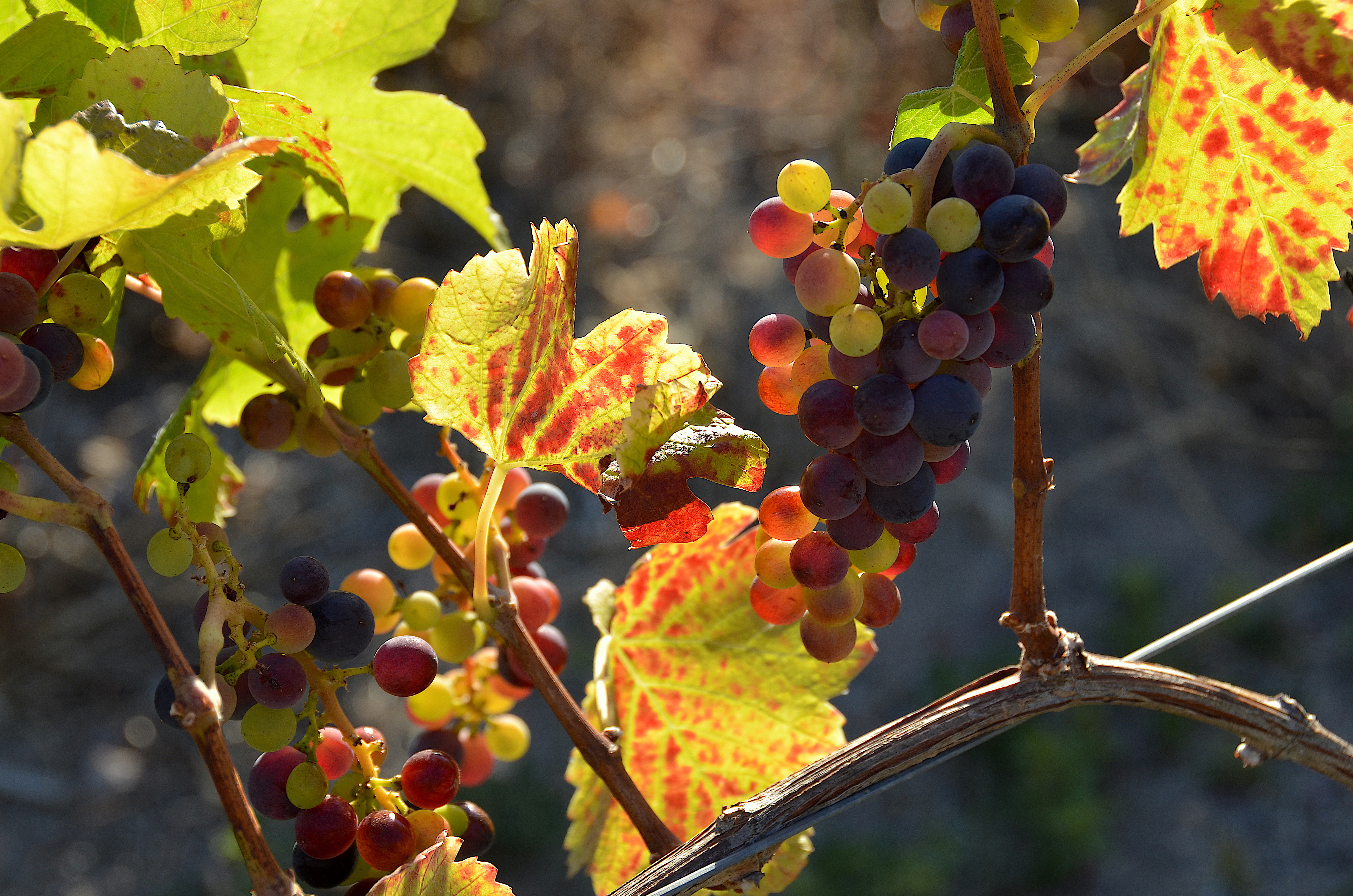
Trauben
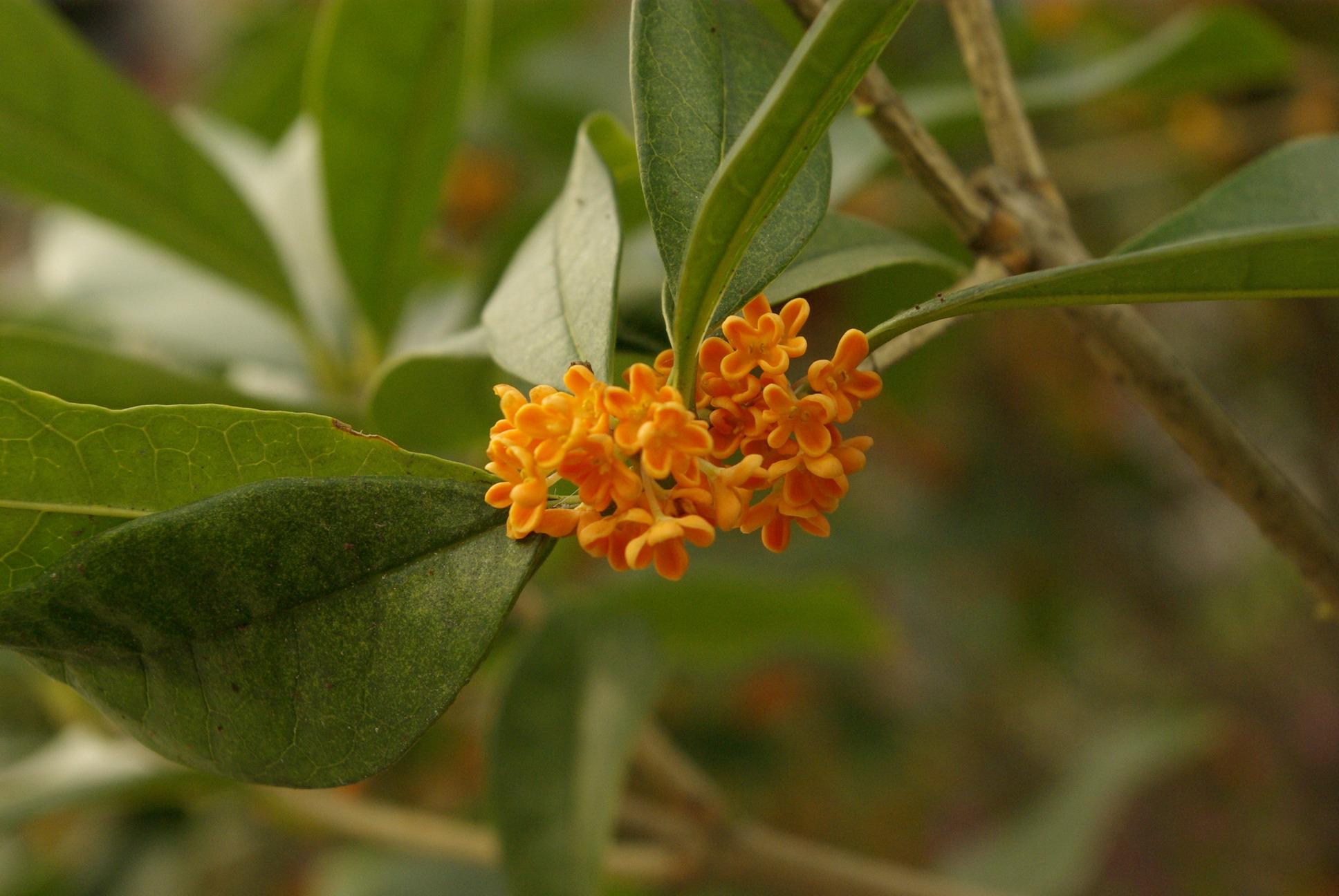
Süße Duftblüte
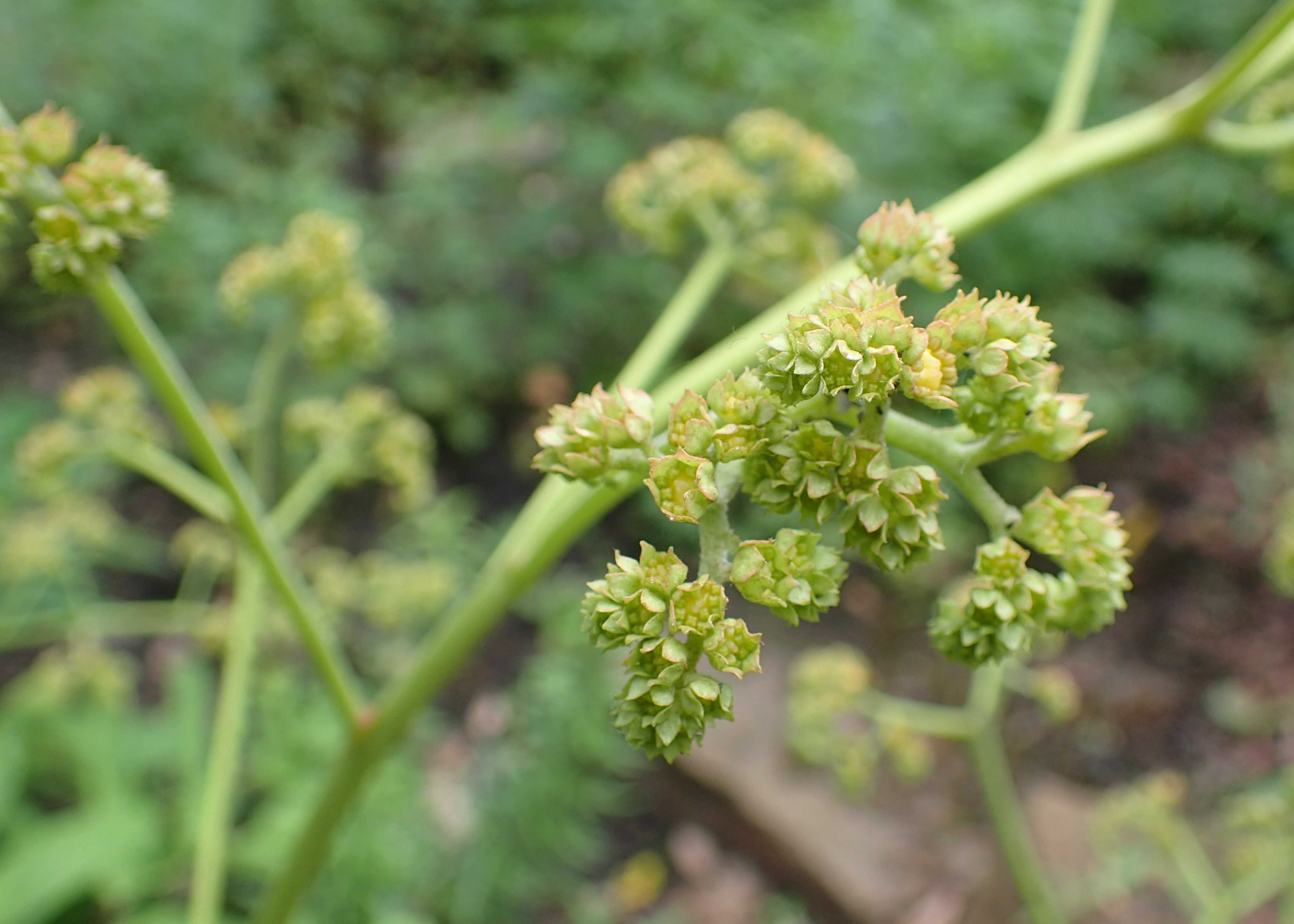
Holunderblättriges Schaublatt

## Biosynthese
Die Biosynthese in Teepflanzen wurde untersucht. Dabei findet eine zweistufige Glycosylierung statt, zuerst mit Glucose, dann mit Xylose. Eine Glycosyltransferase bildet Glucoside von verschiedenen Alkoholen (neben Geraniol auch 2-Phenylethanol, Linalool und Benzylalkohol). Eine zweite kann dann spezifisch diese Glucoside durch Übertragung von Xylose in Primveroside überführen.

## Synthese
Mittels Umglycosylierung des Primverosids von p-Nitrophenol mittels Penicillium multicolor können diverse andere Primveroside, darunter auch Geranylprimverosid im Millimol-Maßstab hergestellt werden. Im Gegensatz zu anderen Alkoholen (z. B. Benzylalkohol oder 2-Phenylethanol) ist die Ausbeute mit Geraniol aber eher gering (8–12 %).